# 19148 Alaska
19148 Alaska este un asteroid din centura principală de asteroizi.

## Descriere
19148 Alaska este un asteroid din centura principală de asteroizi. A fost descoperit pe 28 decembrie 1989 la Observatoire de Haute-Provence de Eric Walter Elst. Asteroidul prezintă o orbită caracterizată de o semiaxă mare de 3,12 ua, o excentricitate de 0,14 și o înclinație de 19,6° în raport cu ecliptica.